# Francisco Toledo

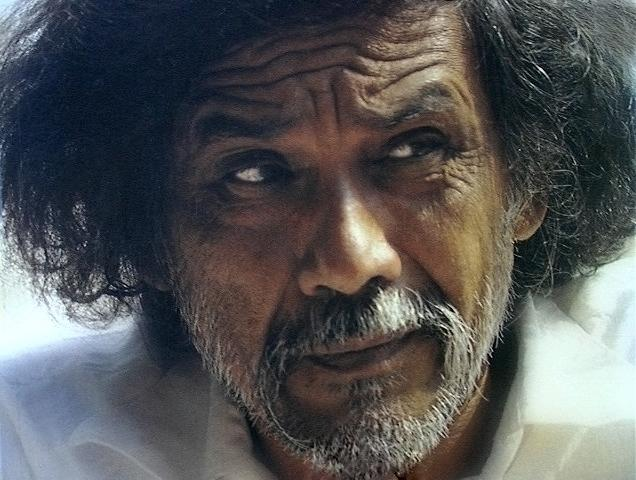
Francisco Toledo

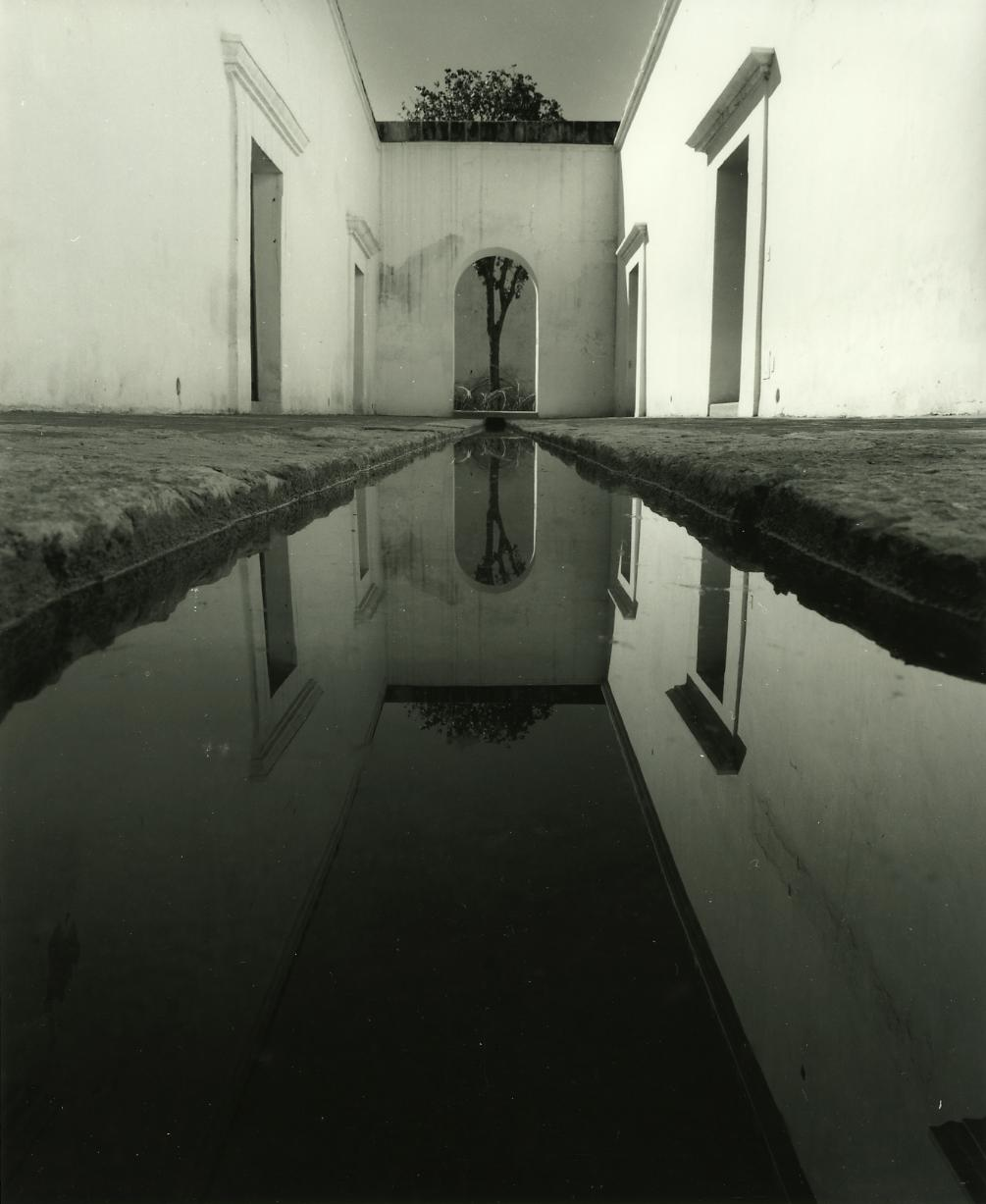
Centrum fotografii założone przez Toledo

Francisco Benjamin Lopez Toledo (ur. 17 lipca 1940, zm. 5 września 2019) – meksykański artysta-grafik, działacz społeczny w stanie Oaxaca.
Toledo studiował w Escuela de Bellas Artes w Oaxaca i w Centro Superior de Artes Aplicadas del Instituto de Bellas Artes w Meksyku. W latach 60., po okresie podróży po Europie, powrócił do rodzinnego stanu Oaxaca, gdzie oprócz działalności artystycznej, zajął się również ochroną i promocją miejscowej sztuki i rękodzieła.
W twórczości Toledo widoczne są wpływy historii i mitologii meksykańskiej. Jego dzieła, wystawiane w wielu galeriach na całym świecie, znajdują się w wielu zbiorach państwowych i prywatnych.
Od lat 80. XX wieku Toledo prowadził szeroką działalność na rzecz rozwoju kultury stanu Oaxaca. Był pomysłodawcą wielu wydarzeń artystycznych oraz założycielem wielu instytucji kulturalnych, m.in. muzeum sztuki współczesnej, instytutu poświęconego grafice, biblioteki dla niewidomych, centrum fotografii, wydawnictwa oraz centrum kultury. W 1993 założył fundację Pro-OAX, której celem jest opieka nad dziedzictwem kulturalnym i przyrodniczym regionu. Dzięki jej działaniom zatrzymano kilka inwestycji, które mogły doprowadzić do zniszczenia zabytkowego zespołu miasta Oaxaca oraz świętej góry Monte Albán, wpisanych na listę światowego dziedzictwa UNESCO.
W 2005 Francisco Toledo otrzymał nagrodę Right Livelihood „za poświęcenie się dla ochrony, wzmocnienia i odnowienia dziedzictwa architektonicznego i kulturowego, środowiska przyrodniczego oraz życia wspólnotowego stanu Oaxaca”.